# Tigurins
Els tigurins (en llatí: Tigurini) eren una de les diverses tribus dels helvecis que vivien al sud de la tribu dels verbigens a la zona del llac anomenat Morat.
Van derrotar un exèrcit romà a la batalla de Burdigala l'any 107 aC, on hi van morir el cònsol Luci Cassi Longí i el general Luci Calpurni Pisó. Juli Cèsar els va derrotar en la batalla de l'Arar el 58 aC durant la Guerra de les Gàl·lies.